# Hotel Nacional

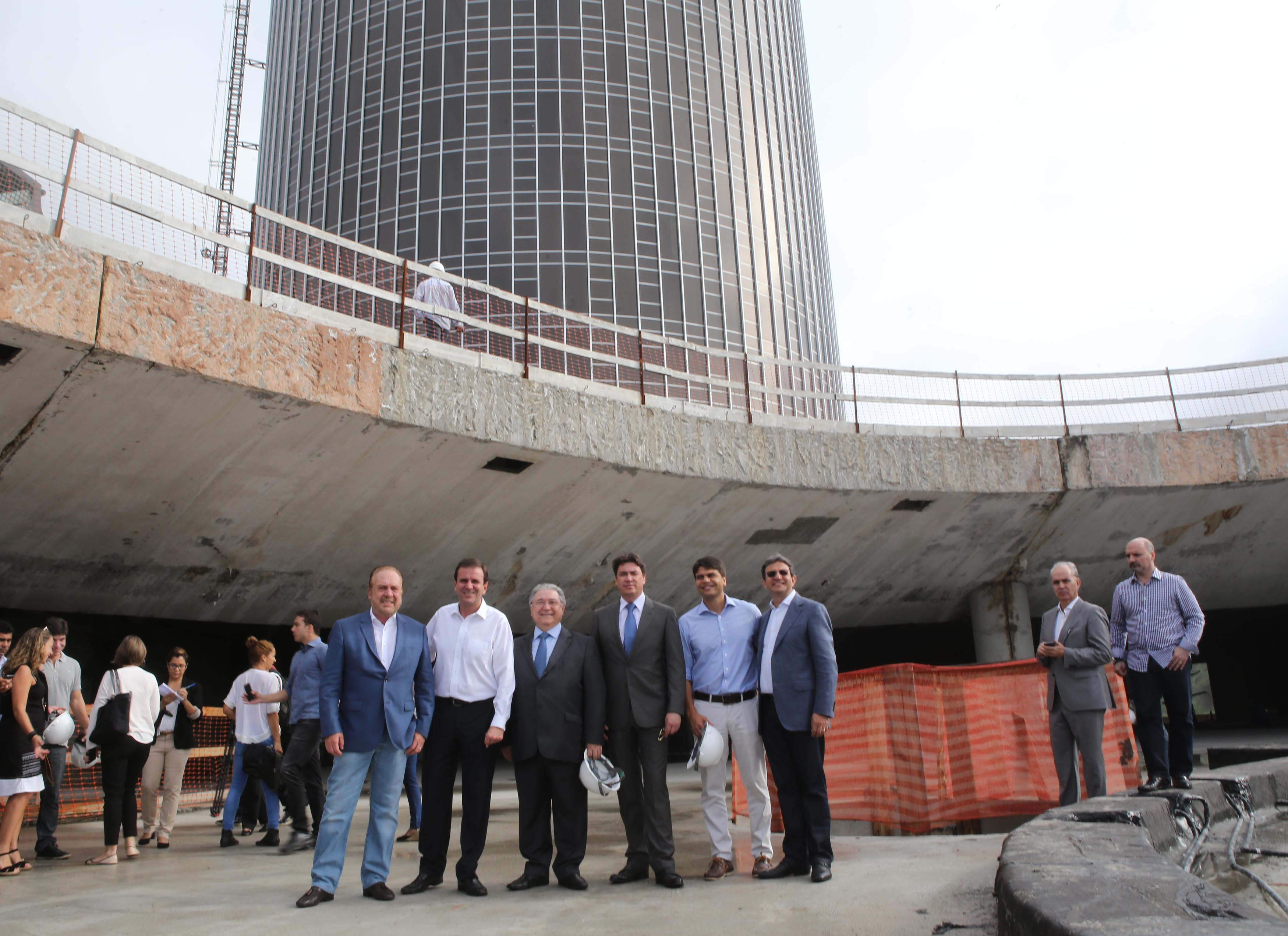
Prefeito Eduardo Paes durante visita às obras do hotel, em 2015.

O Hotel Nacional, recentemente Gran Meliá Nacional Rio de Janeiro, é um hotel situado no bairro de São Conrado, na Zona Sul da cidade do Rio de Janeiro. Localiza-se no cruzamento da Avenida Niemeyer com a Avenida Aquarela do Brasil, em frente à Praia de São Conrado. Foi gerido pela Meliá Hotels International entre 2016 e 2018 e, atualmente, é administrado por um grupo de sócios.
Projetado por Oscar Niemeyer, foi fundado em 1972 pelo empresário José Tjurs. O hotel foi fechado em 1995 devido a problemas financeiros, tendo sido reaberto somente 21 anos depois, no dia 15 de dezembro de 2016, após ser reformado.
O edifício do hotel, de formato cilíndrico e envidraçado, é considerado um marco da arquitetura carioca. Possui um total de 417 apartamentos, de 33 a 300 metros quadrados, incluindo 2 suítes presidenciais e 50 suítes executivas e de luxo, distribuídos em 34 andares. O hotel ocupa uma área de 125 mil metros quadrados de espaços interiores e ao ar livre.

## História

### Inauguração
Fundado em 1972 pelo empresário José Tjurs, proprietário da antiga rede de hotéis Horsa, o projeto do hotel é de autoria do arquiteto Oscar Niemeyer e seus jardins foram idealizados pelo paisagista Burle Marx. O projeto original era superior aos atuais 80 mil metros quadrados, pois era prevista uma torre de 55 andares; porém, José Tjurs preferiu construir o edifício com somente 34 pavimentos. O hotel, cujo nome original era Hotel Nacional, também possuía um centro de convenções para 2.800 pessoas e um teatro para 1.400 espectadores, onde se apresentaram artistas de renome nacional e internacional como Liza Minnelli, B. B. King e Tim Maia.
Considerado o mais moderno da América Latina, foi um dos mais importantes hotéis da cidade, rivalizando com o Copacabana Palace na preferência dos artistas. No hotel, eram realizados diversos festivais, como o Free Jazz. Por conta disso, o edifício foi tombado em 1998. O edifício também abrigou o primeiro Rio Cine Festival, em 1984, e teve três incêndios entre 1975 e 1981.

### Fechamento
Devido a dificuldades financeiras, a rede de hotéis Horsa vendeu o Hotel Nacional para a empresa Interunion Capitalização e a mesma foi à falência no início dos anos 90. Em 1995, o hotel foi fechado e o imóvel passou para as mãos da Superintendência de Seguros Privados (SUSEP), uma autarquia federal vinculada ao Ministério da Fazenda.

### Reabertura

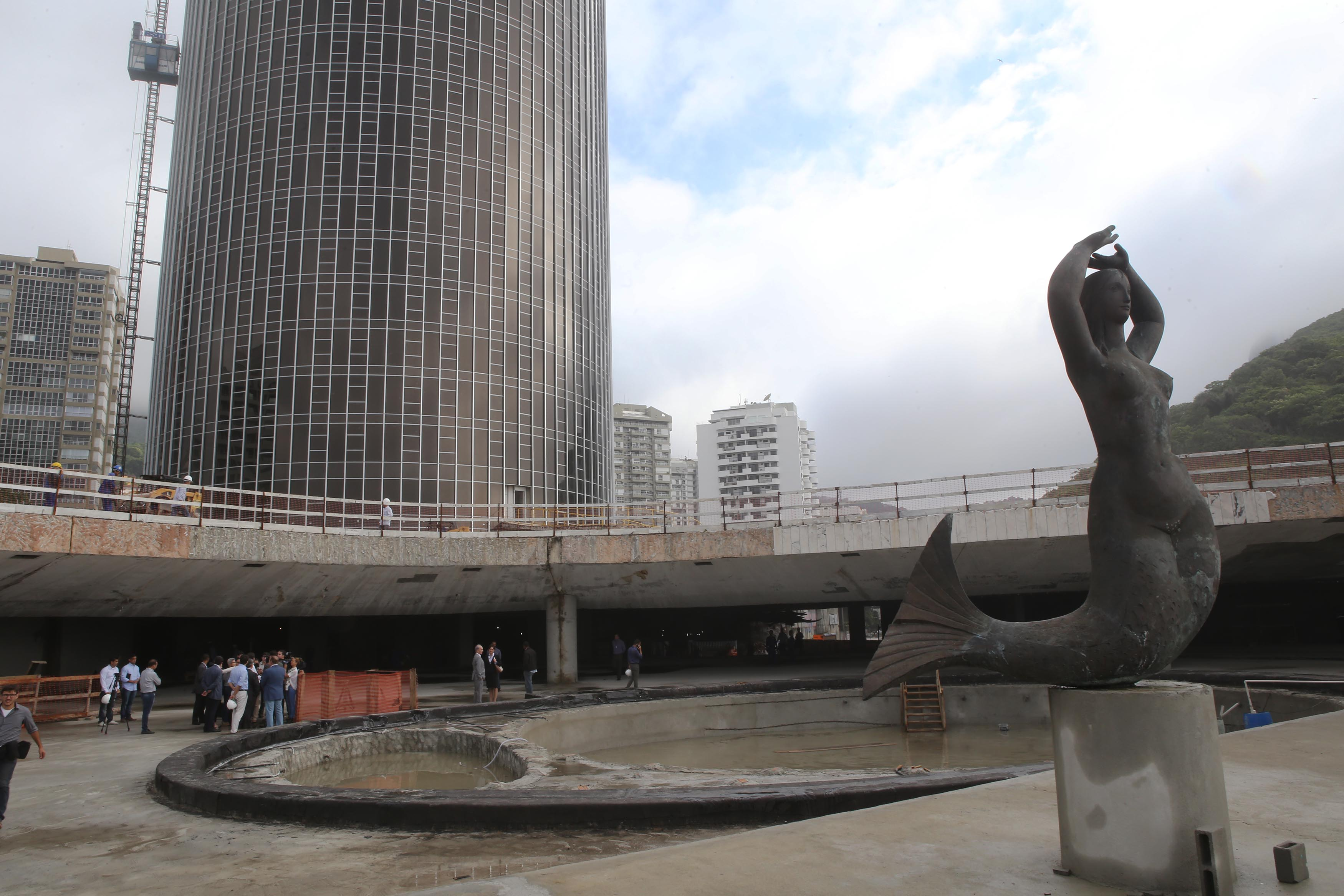
O hotel sendo reformado, em 2015.

Em 2003, o empresário e atual presidente norte-americano Donald Trump manifestou interesse em reformar o hotel, entretanto a ideia não foi adiante. Em 2009, o Hotel Nacional foi arrematado por R$ 85 milhões pelo empresário Marcelo Gonçalves, que atua no setor farmacêutico. A Prefeitura da Cidade do Rio de Janeiro indicou a reabertura do imóvel na condição de um novo hotel, visando os eventos esportivos que ocorreriam na cidade do Rio de Janeiro anos depois, a exemplo da Copa do Mundo de 2014 e dos Jogos Olímpicos de Verão de 2016.
Após 20 anos de abandono, o hotel começou a ser restaurado em março de 2015. No dia 24 de novembro de 2015, foi anunciado que a rede espanhola de hotéis Meliá assumiria a gestão do Hotel Nacional durante 20 anos, incluindo a administração do Grupo HN Participações e Empreendimentos Ltda., criado para restaurar o hotel. O hotel foi reinaugurado no dia 15 de dezembro de 2016 com o nome Gran Meliá Nacional Rio de Janeiro.

### Troca de bandeira
Em março de 2018, 15 meses após a reinauguração do Hotel Nacional, o grupo Meliá Hotels International encerrou suas operações no edifício devido à falta de fontes seguras de rendimentos, como um centro de convenções, e à crescente violência no Rio de Janeiro. O Grupo HN, dono do Hotel Nacional, pretendia operar o estabelecimento caso outra bandeira não assumisse a gestão do hotel a curto prazo.
O hotel foi reinaugurado no dia 24 de outubro de 2019 com seu nome original, Hotel Nacional, tendo a partir de então em seu quadro de sócios Alexandre Zubaran, CEO da Enjoy Hotéis e Resorts e responsável pela administração hoteleira do empreendimento. A sociedade do estabelecimento também é composta por Antonio Gomes e José Eduardo, da Hurb, e Marcos Freitas, da Wam.

## Características

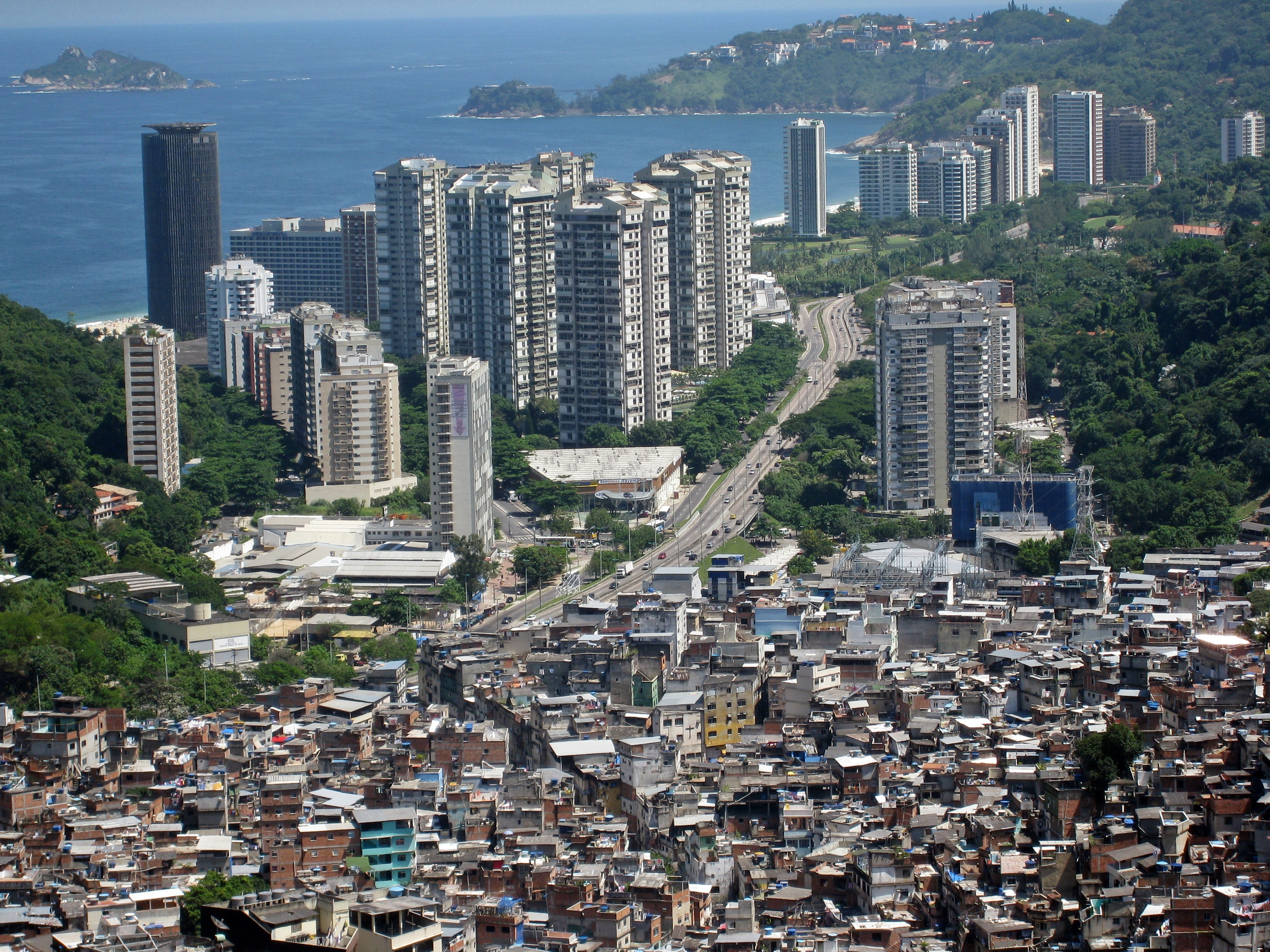
Bairro de São Conrado; ao fundo, o hotel.

O hotel, projetado por Oscar Niemeyer e tombado como Patrimônio da Humanidade em 1998, é de estilo vanguardista. Conta com paisagismo desenhado pelo paisagista Burle Marx. Possui 34 andares e 413 quartos, que possuem vista para a Praia de São Conrado, o Morro Dois Irmãos, a Pedra da Gávea e a Pedra Bonita. O hotel tem ainda dois restaurantes, três bares e um spa. Desde 2019, há um centro de convenções de 20 mil m² anexo ao hotel. O empreendimento também possui diversas obras de arte, a exemplo da escultura Sereia, de Alfredo Ceschiatti, do candelabro de Pedro Correia de Araújo e de um painel de Carybé composto por 300 peças de concreto.
O escritório carioca de arquitetura VOA, para a reforma do hotel efetuada entre 2015 e 2016, ficou encarregado pela revitalização da fachada, das suítes, dos restaurantes e do bar do rooftop do hotel. A arquiteta e decoradora Débora Aguiar foi responsável por projetar o lobby, o lounge, o bar da piscina, o restaurante Sereia, o café Amaro e a área externa do prédio. A arquiteta propôs ambientes acolhedores, cheios de curvas que conduzem o olhar para a paisagem exuberante ao redor. Tais formas fazem referência ao mar, aos peixes e às caudas das sereias.
Apesar da reforma, algumas características típicas da arquitetura original foram mantidas, tais como: o vão livre do amplo lobby, sem pilares de sustentação; a laje recortada; a piscina arredondada; e as escadas e rampas curvas.